# Таунсенд (гора)
Таунсенд (англ. Mount Townsend) — гора в Австралии. Расположена в горной системе Сноуи на территории национального парка Косцюшко. Высота горы — 2209 м над уровнем моря (2-я по высоте в Австралии).
Австралийские Альпы были открыты в 1839 году польским исследователем Павлом Эдмундом Стшелецким. Самой высокой, по его мнению, горе этой системы он дал название Косцюшко. Более поздними исследованиями было установлено, что соседняя гора, получившая название Таунсенд, на самом деле выше. Кроме того у неё были более крутые склоны, и поэтому она больше похожа на горную вершину. Из уважения к Стшелецкому власти переименовали Косцюшко в Таунсенд, а Таунсенд в Косцюшко.
Сегодня в Австралии существует традиция: кто поднимается на гору Таунсенд, берёт у её подножия камень и поднимает его наверх, а на вершине оставляет, делая тем самым соперницу горы Косцюшко немного выше.